# 嘉祿·阿吉亞爾·雷特斯
嘉祿·阿吉亞爾·雷特斯（英語：Carlos Aguiar Retes，1950年1月9日—）是墨西哥籍天主教司鐸級樞機及現任墨西哥城總教區總主教。

## 生平
嘉祿·阿吉亞爾·雷特斯出生于1950年1月9日，在墨西哥納亞里特州中部城市特皮克。他是六個兄弟子妹中排行第二。他於1961年在特皮克神學院學習人文學與哲學，1972年在新墨西哥蒙特蘇瑪神學院和1973年在圖拉神學院學習神學。
他於1971年12月24日被任命執事，再於1973年4月22日，在特斯科教區晉鐸。
於1997年5月28日，獲教宗若望保祿二世任命為特斯科教區主教。並1978年6月29日晉牧，正式就任特斯科教區正權主教。2009年2月3日，改任為特拉爾內潘特拉總教區總主教。
2016年10月9日，時任教宗方濟各在三鐘經中宣布，將於同年11月19日擢升雷特斯為司鐸級樞機。2017年12月7日，任命為天主教墨西哥城總教區總主教。

## 牧徽

嘉祿·阿吉亞爾·雷特斯樞機牧徽